# Premio Salvador de Madariaga
El Premio de Periodismo Europeo Salvador de Madariaga se convoca desde 1995 y a iniciativa de la Asociación de Periodistas Europeos (APE) y en colaboración con las oficinas en España de la Comisión Europea y del Parlamento Europeo.

## Premiados
| Edición | Año  | Prensa escrita                                        | Radio                                                      | Televisión                                    |
| ------- | ---- | ----------------------------------------------------- | ---------------------------------------------------------- | --------------------------------------------- |
| 1.ª     | 1995 | José Virgilio Colchero - Diario 16                    | Begoña Arce - Cadena SER                                   | Pedro González Martín - Euronews              |
| 2.ª     | 1996 | Darío Valcárcel - Diario ABC                          | Juan Martínez Fierro - Cadena COPE                         | Julio Bernárdez García - Televisión Española  |
| 3.ª     | 1997 | Xavier Vidal-Folch - El País                          | Teresa Turiera-Puigbó - Catalunya Ràdio                    | Ignacio Jiménez - Canal Sur                   |
| 4.ª     | 1998 | Fernando Pescador - El Correo                         | Radio 5 Todo Noticias - RTVE                               | Antena 3 Construyamos Europa Juntos           |
| 5.ª     | 1999 | Carlos Westendorp e Íñigo Méndez de Vigo - Diario ABC | Pedro Fernández Céspedes - Radio Nacional de España        | Manuel Pedregal - Televisión Española         |
| 6.ª     | 2000 | Javier Fernández Arribas - COLPISA                    | Juan Luis Cano y Guillermo Fesser, Gomaespuma - M-80 Radio | Concepción Boo - CNN                          |
| 7.ª     | 2001 | Walter Openheimer - El País                           | Jacobo de Regoyos - Onda Cero                              | Jaume Masdeu - TV3                            |
| 8.ª     | 2002 | Andrés Ortega Klein - El País                         | Juan Montes - Radio Nacional de España                     | Montserrat Domínguez - Tele5                  |
| 9.ª     | 2003 | Eliseo Oliveras - El Periódico de Catalunya           | Servicios Informativos de Radio Nacional de España         | Francisco Giménez Alemán - Telemadrid         |
| 10.ª    | 2004 | Gallego & Rey - El Mundo                              | Griselda Pastor - Cadena SER                               | Juan Pedro Valentín - Tele 5                  |
| 11.ª    | 2005 | Soledad Gallego-Díaz - El País                        | Aurora Mínguez - Radio Nacional de España                  | Mónica Prado - Antena 3                       |
| 12.ª    | 2006 | Xavier Batalla - La Vanguardia                        | Tom Martínez Benítez - Radio Nacional de España            | Asociación Cantabria Europa - Antena 3        |
| 13.ª    | 2007 | José Comas Vega - El País                             | José Miguel Azpiroz - Punto Radio                          | Pilar Requena - Televisión Española           |
| 14.ª    | 2008 | Enrique Serbeto - Diario ABC                          | Ernesto Estévez - Cadena SER                               | José Antonio Navarro Moreno - Antena 3        |
| 15.ª    | 2009 | Andreu Missé - El País                                | Ángel González - Onda Cero                                 | Vicente Vallés - Televisión Española          |
| 16.ª    | 2010 | Felipe Sahagún - El Mundo                             | Fran Sevilla - RNE                                         | Antonio San José - CNN+                       |
| 17.ª    | 2011 | Ramiro Villapadierna - Diario ABC                     | Ángeles Bazán - RNE                                        | Bernardo de Miguel - Cuatro                   |
| 18.ª    | 2012 | Álex Rodríguez - La Vanguardia                        | José María Patiño - Cadena SER                             | José Antonio Guardiola - Televisión Española  |
| 19.ª    | 2013 | Carlos Yárnoz - El País                               | Carlos Herrera - Onda Cero                                 | Anna Bosch - Televisión Española              |
| 20.ª    | 2014 | Rafael Jorba - La Vanguardia                          | Rafael Panadero - Cadena SER                               | Carlos Franganillo - Televisión Española      |
| 21.ª    | 2015 | José Ignacio Torreblanca - El País                    | Angels Barceló - Cadena SER                                | Álvaro López Goicoechea - Televisión Española |
| 22.ª    | 2016 | Iñigo Domínguez - El País; Grupo Vocento              | Antonio Delgado - Radio Nacional de España                 | Mamen Mendizábal - La Sexta                   |
| 23.ª    | 2017 | Claudi Pérez - El País                                | Nuria Sans - Radio Nacional de España                      | Elena Ochoa - Televisión Española             |
| 24.ª    | 2018 | Beatriz Navarro - La Vanguardia                       | Pepa Bueno - Cadena SER                                    | Guillermo Pascual - Antena 3                  |
| 25.ª    | 2019 | Xavier Más de Xàxas - La Vanguardia                   | Carlos Alsina - Onda Cero                                  | Ana Núñez-Milara - Tele 5                     |
| 26.ª    | 2020 | Íñigo Alfonso - Radio Nacional de España              | Clara Rivero - Televisión Española                         | Pablo Rodríguez Suanzes - El Mundo            |
| 27.ª    | 2022 | Julián Cabrera - Onda Cero                            | Marta Carazo - Televisión Española                         | Catalina Guerrero - Agencia EFE               |